# Peski Bel'-Saksaul
Peski Bel'-Saksaul är ett sandområde i Kazakstan. Det ligger i den östra delen av landet, 800 km sydost om huvudstaden Astana.